# Bonard García
Bonard García (Chone, Provincia de Manabí, Ecuador, 25 de junio de 1980) es un exfutbolista ecuatoriano. Jugó de arquero y su último equipo fue el Manta Fútbol Club de la Serie B de Ecuador.

## Clubes
| Club               | País    | Año       |
| ------------------ | ------- | --------- |
| Aucas              | Ecuador | 2005-2007 |
| Deportivo Quito    | Ecuador | 2008-2010 |
| El Nacional        | Ecuador | 2011-2013 |
| Liga de Portoviejo | Ecuador | 2014-2016 |
| Clan Juvenil       | Ecuador | 2016      |
| Manta Fútbol Club  | Ecuador | 2018      |